# Honor the Light
Honor the Light é o sexto extended play (EP) da cantora e compositora sueca Zara Larsson. Foi lançado em 1º de dezembro de 2023, através da Sommer House e Epic Records. O EP foi anunciado em 22 de novembro de 2023 e alcançou a posição número 1 na parada de álbuns sueca. Foi precedido pelos singles "Memory Lane" e "Winter Song".

## Alinhamento de faixas
| Honor the Light – Edição Digital |                  |                                                |         |  |
| N.º                              | Título           | Compositor(es)                                 | Duração |  |
| 1.                               | "Memory Lane"    | Zara Larsson Elvira Anderfjärd Klara Söderberg | 3:12    |  |
| 2.                               | "Winter Song"    | Sara Bareilles Ingrid Michaelson               | 3:05    |  |
| 3.                               | "Silent Night"   | Tradicional                                    | 1:42    |  |
| 4.                               | "Light a Candle" | Lasse Lindbom Niklas Strömstedt                | 3:10    |  |
| 5.                               | "Tänd ett ljus"  | Lindbom Stromstedt                             | 3:10    |  |
| 6.                               | "Sankta Lucia"   | Tradicional                                    | 1:22    |  |
| Duração total:                   | Duração total:   | Duração total:                                 | 15:42   |  |

## Equipe e colaboradores
Músicos
- Zara Larsson — vocais principais, vocais de fundo
- Act Social — baixo, bateria eletrônica, teclados, sintetizador (todas as faixas); guitarra (faixas 2–6), vocais de fundo (faixas 2, 3)
- Astrid Granstrom — vocais de fundo (faixas 1, 4, 5)
- Esther Kirabo — vocais de fundo (faixas 1, 4, 5)
- Isabelle Gbotto — vocais de fundo (faixas 1, 4, 5)
- Marlene Lindahl — vocais de fundo (faixas 1, 4, 5)
- Matilda Gratte — vocais de fundo (faixas 1, 4, 5)

Técnico
- Act Social — produção, engenharia, engenharia vocal, programação, arranjo
- Joe LaPorta — masterização
- Wez Clarke — mixagem
- Stephanie D'Arcy — engenharia (faixas 3, 4)
- Joy Deb — engenharia vocal (faixas 1, 4–6)
- Sophia De Mira — assistência de engenharia (faixas 3, 4)

## Desempenho nas tabelas musicais
| País — Tabela musical (2023) | Melhor posição |
| ---------------------------- | -------------- |
| Suécia (Sverigetopplistan)   | 1              |

## Histórico de lançamento
| Região | Data                   | Formato                    | Gravadora         | Ref.        |
| ------ | ---------------------- | -------------------------- | ----------------- | ----------- |
| Várias | 1º de dezembro de 2023 | download digital streaming | Sommer House Epic | [ 3 ] [ 5 ] |